# Bluegrass
Bluegrass je podvrsta country glazbe također poznata kao "hillbilly music", inspirirana glazbom Appalachia.
Imigranti iz Velike Britanije i Irske stigli su u Appalachiju u 18. stoljeću, a sa sobom su donijeli glazbene tradicije iz svojih domovina.
U bluegrassu, kao i nekim oblicima jazz-a, jedno ili više glazbala ima svoj red sviranja melodije i improvizaciju oko njega, dok ga ostala glazbala prate. Bluegrass je glazba dijeljenja, gdje svaki glazbenik dobiva prigodu pokazati se. Bluegrass glazba je privukla veliki broj ljudi diljem svijeta.